# Kalikst Morawski (szachista)
Kalikst Marian Morawski (ur. 1859 w Boryszkowcach, zm. po 17 września 1939) – szachista polski, czołowy gracz Lwowa w latach 20. XX wieku, urzędnik.

## Życiorys
W 1877 ukończył gimnazjum, w 1884 uzyskał dyplom Wydziału Prawa Uniwersytetu Lwowskiego. Od 1893 pracował jako radca w stanisławowskiej Dyrekcji Skarbowej, pierwsze lata I wojny światowej spędził w Wiedniu, potem powrócił do Stanisławowa i wreszcie po zakończeniu działań wojennych osiadł na stałe we Lwowie.
Szachami zajmował się od czasów nauki gimnazjalnej, a rozwinął swoje zainteresowanie w latach studiów. Grywał wówczas liczne partie towarzyskie w lokalu Czytelni Akademickiej, w kawiarni "Wiedeńskiej", w kawiarni Kosteckiego, a wyniki uzyskiwane w tych spotkaniach pozwalały zaliczać go do czołówki lwowskiej. Przeciwnikami Morawskiego byli m.in. Aleksander Osuchowski, Kazimierz Weydlich, Tadeusz Bujak, Józef Kohn. W związku ze służbowym wyjazdem Morawskiego do Stanisławowa zabrakło go w listopadzie 1894 wśród założycieli Lwowskiego Klubu Szachistów, ale sporadycznie grywał w turniejach organizowanych przez ten klub; w mistrzostwach klubowych w 1895 zajął II miejsce, zdobywając w 14 partiach 9 punktów.
Obowiązki służbowe nakładały na Morawskiego konieczność wyjazdów do Wiednia, dzięki czemu z tamtejszym środowiskiem szachowym zapoznał się już u schyłku XIX wieku. W 1896 rozegrał tam dwa mecze, remisując z pochodzącym z Galicji Maksymilianem Judkiewiczem, znanym bardziej pod amerykańskim nazwiskiem Max Judd (+4 –4 =0) oraz zwyciężając pochodzącego z Rosji Aleksandra Halprina (+7 –2 =1). Po osiedleniu się w Wiedniu w 1914 Morawski grywał wiele partii towarzyskich i występował w turniejach; w "Cafe Central" miał okazję zmierzyć się z takimi znanymi szachistami, jak Richard Réti, Rudolf Spielmann, Heinrich Wolf czy Adolf Albin. W turnieju amatorów, zorganizowanym przez Wiedeński Klub Szachowy na przełomie 1914 i 1915, uplasował się na II miejscu, jedynie za Ernstem Grünfeldem, a przed m.in. Josefem Krejčikiem i krakowianinem Józefem Bannetem. Z Retim i Krejčikiem, a także z młodym Józefem Dominikiem, Morawski zmierzył się w 1915 w Wiedniu w imprezie nazwanej umownie "turniejem czterech", i uplasował się w środku stawki na dzielonym II-III miejscu; z każdym z rywali wygrał i przegrał po jednej partii.
Po zamieszkaniu we Lwowie Morawski włączył się aktywnie w działalność w Lwowskim Klubie Szachistów, a następnie współorganizował nowy klub - "Hetman Lwów". W 1922, wspólnie z inżynierem Oskarem Piotrowskim, był typowany przez środowisko lwowskich szachistów jako reprezentant na planowane mistrzostwa Polski w Warszawie, które jednak nie doszły do skutku. W wieku ponad 60 lat uchodził już za jednego z nestorów lwowskich szachów i wyróżniono go tytułami honorowego prezesa Lwowskiego Klubu Szachistów (1924) i Hetmana (1925), ale wciąż był aktywnym i skutecznym zawodnikiem. W 1925 odniósł aż trzy prestiżowe zwycięstwa turniejowe, wygrywając mistrzostwa Lwowa i mistrzostwa obu klubów. W pokonanym polu pozostawił w tych imprezach całą lwowską czołówkę, w tym Ignacego Popiela, Henryka Friedmana, Mariana Wójcika, mistrza Sambora Juliana Halkę oraz mistrza Lwowa rok wcześniej Ludwika Homme.
U schyłku lat 20. XX wieku wycofał się z uczestnictwa w turniejach, stan zdrowia nie pozwolił mu również na występ w reprezentacji Lwowa w I drużynowych mistrzostwach Polski w Królewskiej Hucie w 1929. Grywał jedynie w meczach międzyklubowych Lwowskiego Klubu Szachistów i Hetmana. Okoliczności jego śmierci nie są znane; zmarł prawdopodobnie albo w okresie okupacji Lwowa przez Rosjan (1939-1941), albo później na zesłaniu.
"Słowo Polskie" w 1925 przyniosło następującą charakterystykę jego stylu: "Gra mistrza Morawskiego ma wszelkie cechy podobieństwa do gry Szymona Winawera. (...) Znamionuje ją cicha i poważna, i nader głęboka inwencja, która ujmowała zawsze najgłębszych analityków. Tym więcej zadziwiła jego gra, że nie była przygotowana żadnymi studiami szachowymi, ani też poważnym treningiem turniejowym." (cyt. za T. Wolsza, Arcymistrzowie..., tom III, str. 66).